# Clemens Wergin
Clemens Wergin (* 11. Februar 1969 in München) ist ein deutscher Journalist.

## Leben
Nach seinem Abitur in Winnenden leistete Wergin zunächst Zivildienst in Nes Ammim und studierte anschließend Nahostgeschichte, Islamwissenschaft und Journalismus an der Universität Hamburg. Wergin ist verheiratet und hat zwei Kinder.

## Journalistische Tätigkeit
Nach seinem Abschluss begann er 1998 als Volontär beim Tagesspiegel. 2003 gewann er ein Arthur F. Burns Fellowship, mit dem er bei der Chicago Tribune arbeitete. 2007 wechselte er zur Welt-Gruppe, wo er bis 2014 das Auslandsressort leitete. Seit 2013 schreibt Wergin Kommentare für die New York Times. Von 2014 bis 2018 leitete er das Auslandsbüro der Welt in Washington, D.C. Von 2018 bis 2020 war er Ressortleiter Ausland. Seit 2020 ist er Chefkorrespondent Außenpolitik.
Für seine Kommentare wurde er 2003 mit dem George F. Kennan-Preis ausgezeichnet.